# Matthias Partik
Matthias Partik (* 5. März 1869 in Ameis, Niederösterreich; † 4. November 1935 in Wien, Lichtental) war ein österreichischer Politiker der  Christlichsozialen Partei (CSP).

## Ausbildung und Beruf
Nach dem Besuch der Volks- und der Handelsschule wurde er Kaufmann und später Kommerzialrat.

## Politische Funktionen
- 1912–1918: Mitglied des Wiener Gemeinderates
- 1918–1919: Mitglied des  provisorischen Gemeinderates der Stadt Wien

Er war auch Mitglied der Reichsparteileitung der CSP.

## Politische Mandate
- 4. März 1919 bis 9. November 1920: Mitglied der Konstituierenden Nationalversammlung, CSP
- 10. November 1920 bis 1. Oktober 1930: Mitglied des Nationalrates (I., II. und III. Gesetzgebungsperiode), CSP